# Karava
 (janvier 2025).
Si vous disposez d'ouvrages ou d'articles de référence ou si vous connaissez des sites web de qualité traitant du thème abordé ici, merci de compléter l'article en donnant les références utiles à sa vérifiabilité et en les liant à la section « Notes et références ».

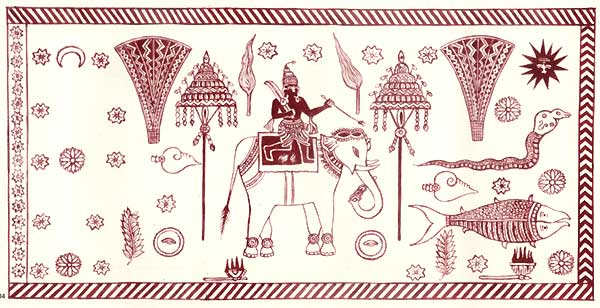
L'un des nombreux drapeaux qu'avait autrefois la communauté Karava, qui représente plusieurs de leurs symboles traditionnels.

Karava (en cingalais : කරාවා ; transcription en caractères latins : Karāvā)), également Karave, Kaurava, ou l’équivalent tamoul Karaiyar, Kurukulam or Kurukulathar est une communauté du Sri Lanka très importante, dont la population est de l'ordre de 4,8 millions de personnes.
Les Karave étaient la caste militaire traditionnelle, la caste des guerriers du Sri Lanka. Les communautés Karava se trouvent sur toute l'étendue du Sri Lanka, y compris à l'intérieur de l'île, mais ils résident surtout dans les régions côtières du sud, de l'ouest et du nord du Sri Lanka.